# Valdres

Omfattningen av landskapet Valdres i Innlandet fylke.

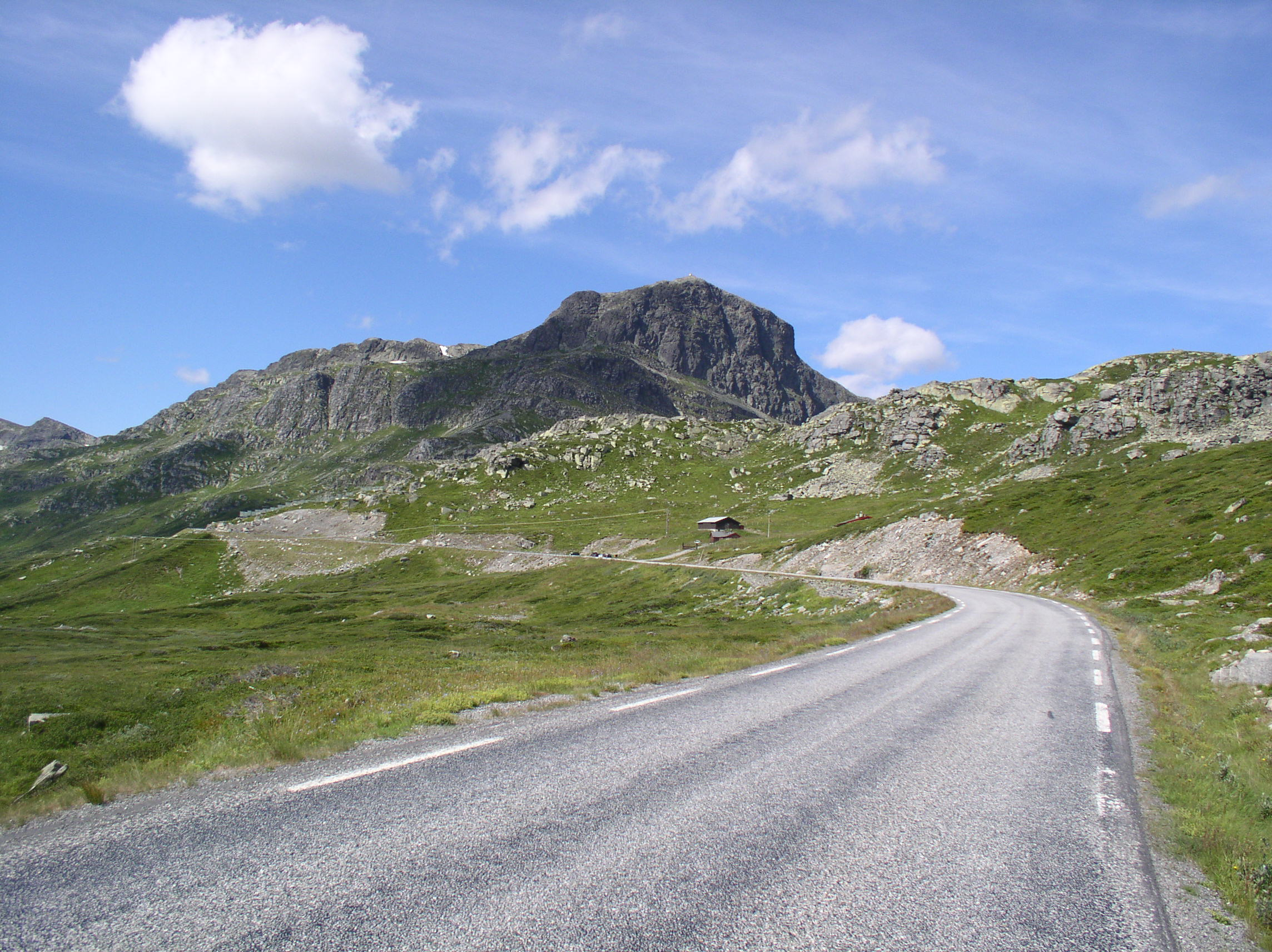
Bitihorn i Valdres.

Valdres är ett landskap som utgörs av ett område av dalar i den västra delen av Innlandet fylke i Norge. Landskapet omfattar kommunerna Etnedal, Sør-Aurdal, Nord-Aurdal, Øystre Slidre, Vestre Slidre och Vang. Den största tätorten i Valdres är staden Fagernes. Landskapet nås lätt via Europaväg 16 och fylkesväg 51. De flesta av kommunerna har nynorsk som målform.
Landskapet Valdres har 17 983 invånare på en yta av 5 406 kvadratkilometer.